# Алтона (Колорадо)
Алтона (енгл. Altona) насељено је место без административног статуса у америчкој савезној држави Колорадо.

## Демографија
По попису из 2010. године број становника је 501.
| Група             | 2000.    | 2010.       |
| Белци             | 0 (0,0%) | 454 (90,6%) |
| Афроамериканци    | 0 (0,0%) | 4 (0,8%)    |
| Азијати           | 0 (0,0%) | 10 (2,0%)   |
| Хиспаноамериканци | 0 (0,0%) | 26 (5,2%)   |
| Укупно            | 0        | 501         |